# قره‌داش (شهرستان قره‌کولجه)
قره‌داش (به لاتین: Kara-Tash) یک منطقهٔ مسکونی در قرقیزستان است که در شهرستان قره‌کولجه واقع شده‌است. قره‌داش ۶۷۱ نفر جمعیت دارد و ۱٬۷۲۵ متر بالاتر از سطح دریا واقع شده‌است.